# Centralia (Washington)
Centralia ist eine City in Lewis County im US-Bundesstaat Washington. Das U.S. Census Bureau hat bei der Volkszählung 2020 eine Einwohnerzahl von 18.183 ermittelt.

## Geschichte
In den Tagen der Pioniere war Centralia für die Postkutschen ein Haltepunkt auf halber Strecke zwischen dem Columbia River und Seattle. 1850 machte J. G. Cochran, der aus Missouri mit einem jungen afrikanisch-amerikanischen Sklaven mit dem Namen George Washington angekommen war, seinen Anspruch auf Land an der Stelle der späteren Stadt geltend. Später ließ Cochran seinen Sklaven frei und nahm ihn an Sohnes statt an. 1852 verkaufte er ihm für 6000 US-Dollar seine Ansprüche. Dieser baute sich ein Haus und gründete eine Stadt. Er bot die Parzellen zum Preis von zehn US-Dollar an, wobei eine Parzelle kostenlos war, wenn der Käufer sich verpflichtete, ein Haus zu bauen. Die Stadt Centerville wurde offiziell am 3. Februar 1886 beurkundet.
1891 musste die Bevölkerung, die inzwischen auf über 1000 Einwohner angewachsen war, feststellen, dass die für den Ort bestimmte Post oft mit einem anderen Ort im Bundesstaat Washington verwechselt wurde, der ebenfalls Centerville hieß. Deswegen wurde der Name von Centerville in Centralia geändert. Die Stadt war am 11. November 1919 Schauplatz des als Centralia-Massaker bekannt gewordenen Zwischenfalls.
Im Juni 1921 wurde der Bankräuber Roy Gardner im Olympic Club Hotel im Zentrum Centralias erkannt und festgenommen. Bei der Volkszählung 1940 hatte Centralia 7414 Einwohner.

## Wirtschaft und Beschäftigung
Ein Kohlebergwerk war lange der größte Arbeitgeber der Stadt. Am 28. November 2006 gab das Bergwerksbetreiberunternehmen TransAlta bekannt, dieses zu schließen. Das nahegelegene Kraftwerk wird seitdem mit Kohle aus Wyoming und Montana betrieben. Die meisten der 600 entlassenen Bergleute fanden Arbeit in anderen Berufen. Die drei Schornsteine des Kraftwerks sind eine weithin sichtbare Landmarke. Das Kraftwerk ist seit 1971 in Betrieb. Ende 2020 wurde einer der beiden Kraftwerksblöcke geschlossen, 2025 soll der zweite folgen.

## Geographie
Centralias geographische Koordinaten sind 46° 43′ N, 122° 58′ W. Centralia liegt im Tal des Chehalis Rivers, etwa 8 km nördlich von Chehalis.
Laut United States Census Bureau hat die Stadt eine Fläche von 19,3 km², davon 19,2 km² Land und 0,1 km² (= 0,67 %) Gewässer.

## Demographie
Zum Zeitpunkt des United States Census 2000 wohnten 14.742 Menschen in Centralia. Die Bevölkerungsdichte betrug 768,1 Personen pro km². Es gab 6510 Wohneinheiten, durchschnittlich 339,2 pro km². Die Bevölkerung Hoquiams bestand zu 89,76 % aus Weißen, 0,44 % Schwarzen oder African American, 1,25 % Native American, 0,94 % Asian, 0,30 % Pacific Islander, 4,94 % gaben an, anderen Rassen anzugehören und 2,38 % nannten zwei oder mehr Rassen. 10,22 % der Bevölkerung erklärten, Hispanos oder Latinos zu sein.
In 29,4 % der 5943 Haushalte lebten Kinder unter 18 Jahren. In 41,7 % der Haushalte lebten Ehepaare, 13,0 % hatten einen weiblichen Haushaltsvorstand ohne Ehemann und 40 % bildeten keine Familien. 32,7 % der Haushalte bestanden aus Einzelpersonen und in 16,9 % aller Haushalte lebte jemand im Alter von 65 Jahren oder mehr alleine. Die durchschnittliche Haushaltsgröße betrug 2,40 und die durchschnittliche Familiengröße 3,02 Personen.
25,2 % waren Minderjährige, 10,5 % 18–24-Jährige, 25,7 % 25–44-Jährige, 19,4 % 45–64-Jährige und 19,2 % älter als 64 Jahre. Das Durchschnittsalter betrug 37 Jahre. Auf jeweils 100 Frauen entfielen 89,8 Männer. Bei den über 18-Jährigen entfielen auf 100 Frauen 86,6 Männer.
Das mittlere Haushaltseinkommen in Hoquiam betrug 30.078 US-Dollar und das mittlere Familieneinkommen erreichte die Höhe von 35.684 US-Dollar. Das Durchschnittseinkommen der Männer betrug 31.595 US-Dollar, gegenüber 22.076 US-Dollar bei den Frauen. Das Pro-Kopf-Einkommen in Centralia war 16.305 US-Dollar. 18 % der Bevölkerung und 13,6 % der Familien hatten ein Einkommen unterhalb der Armutsgrenze, davon waren 24,4 % der Minderjährigen und 10,8 % der Altersgruppe 65 Jahre und mehr betroffen.

## Eisenbahnverbindungen
Amtrak, der landesweite Betreiber des Personen-Eisenbahn-Verkehrs, bedient auch Centralia. Der in Nord-Süd-Richtung verkehrende Coast Starlight verbindet den Ort mit Tacoma, Olympia und Seattle im Norden, im Süden bedient er unter anderem Portland und führt weiter nach Kalifornien, mit Endstation in Los Angeles. Auf derselben Strecke verkehren auch die Amtrak-Cascades-Züge: in nördlicher Richtung bis nach Vancouver (British Columbia) und in südlicher Richtung bis nach Eugene (Oregon).

## Medien
Zeitungen
In Centralia erscheint die Zeitung The Chronicle, dessen Verbreitung im Bundesstaat Washington 2005 an siebzehnter Stelle lag und einen Großteil des Lewis Countys abdeckt. Verschiedene auf die Gemeindeebene ausgerichtete Blätter werden zweiwöchentlich veröffentlicht, etwa The Lewis County News und The East County Journal.
Hörfunk
Mehrere Hörfunksender strahlen in und um Centralia ihr Programm aus:
- KELA – MW 1470 kHz
- KITI – MW 1420 kHz
- KCED – UKW 91,3 MHz
- KMNT – UKW 104,3 MHz
- KACS – UKW 90,5 MHz
- KITI-FM – UKW 95,1 MHz

## Bekannte Töchter und Söhne der Stadt
- Merce Cunningham (1919–2009), Tänzer und Choreograf
- Don Butterfield (1923–2006), Jazzmusiker und Musikverleger
- Bill Ramsay (1929–2024), Jazzmusiker und Bandleader
- Craig McCaw (* 1949), Telekommunikationsunternehmer
- Lyle Overbay (* 1977), ehemaliger Baseball-Spieler der Toronto Blue Jays und der New York Yankees